# ژان فرانسوا-پونست
ژان فرانسوا-پونست (انگلیسی: Jean François-Poncet؛ زادهٔ ۸ دسامبر ۱۹۲۸ – درگذشتهٔ ۱۸ ژوئیهٔ ۲۰۱۲) سیاست‌مدار و دیپلمات اهل فرانسه بود. او از نوامبر ۱۹۷۸ تا مه ۱۹۸۱ وزیر امور خارجه فرانسه بود.